# Betsajda
Betsajda (hebrejsko בית צידה‎: Bet Sajda, Bet Cajda – Hiša ribičev) je bila antična naselbina ob Genezareškem jezeru v severnem Izraelu. Ruševine Betsajde so leta 1987 odkrili arheologi iz Hajfe.
Sveto pismo navaja, da so v Betsajdi živeli apostoli Peter, Andrej in Filip (Jn 1,44). V Betsajdi naj bi Jezus učil množice in naredil nekaj čudežev: ozdravil slepca (Mr 8,22-26), hodil po vodi (Mr 6,45-52), ...